# Code de procédure pénale (Québec)
Pour les articles homonymes, voir Code de procédure pénale.
Lire en ligne

version officielle

Le Code de procédure pénale est une loi du Québec qui réagit la procédure pénale pour les différentes infractions faites en vertu du droit pénal du Québec. 

## Compétence pénale réglementaire provinciale
Bien que le gouvernement fédéral ait compétence sur les infractions criminelles du Code criminel, la province est compétente pour les infractions pénales réglementaires liées par exemple à l'environnement, à la vente d'alcool ou à la sécurité routière, lesquels tombent sous deux régimes de responsabilité distincts (responsabilité stricte ou responsabilité absolue) en vertu de l'arrêt R. c. Sault-Ste-Marie.